# Zoltán Kelemen
Zoltán Kelemen (n. 31 iulie 1986, Miercurea Ciuc, România) este un patinator din România. A început să practice patinajul artistic în orașul său natal la vârsta de 4 ani la Clubul Sportiv antrenat fiind de Maria Bogyo Loffer. La vârsta de 6 ani în timp ce se juca Zoltan Kelemen a suferit un accident în urma căruia și-a pierdut ochiul drept dar în ciuda acestui fapt el și-a continuat activitatea în patinaj artistic reușind să obțină titlul de campion național timp de trei ani la rând și să fie prezent în competițiile europene și mondiale. Este antrenat de Cornel Gheorghe iar Sorina Mladin este coreografa sa.